# Zen

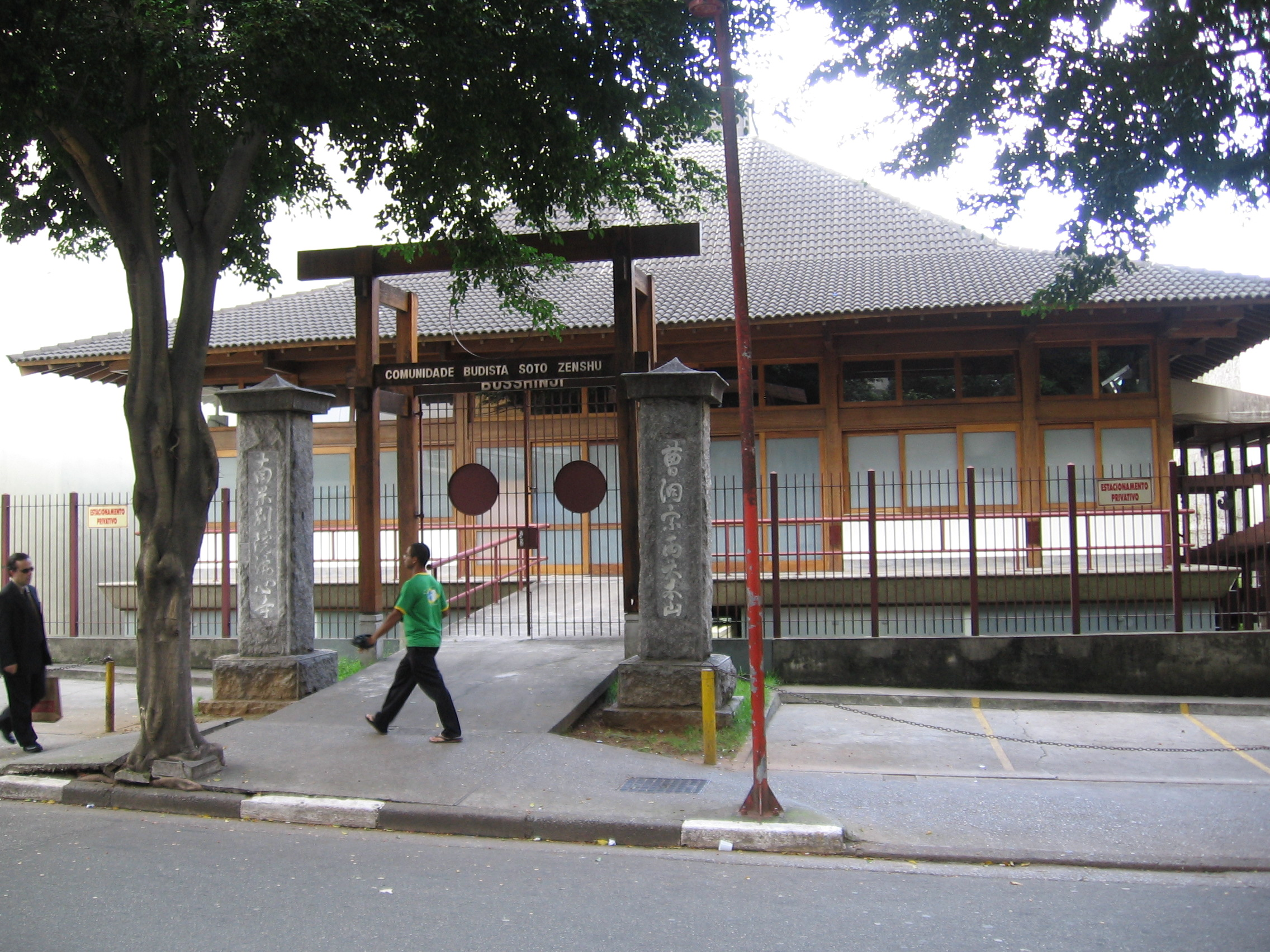
Templo Busshinji da escola zen soto, na cidade de São Paulo, no Brasil

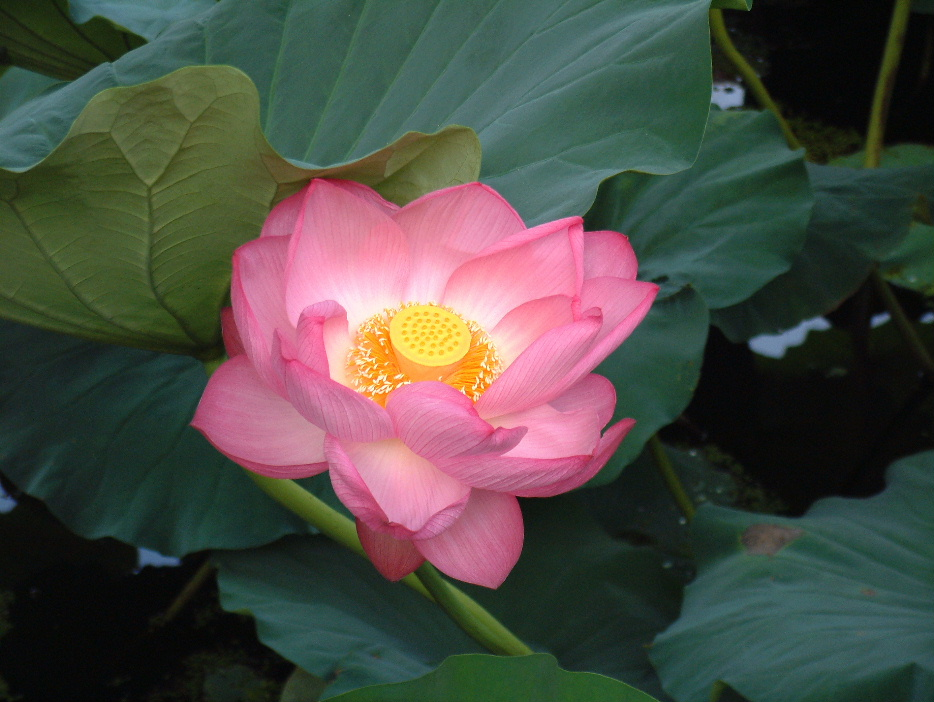
A flor de lótus, a espécie de flor que foi supostamente usada durante o Sermão da Flor

Zen é o nome japonês da tradição Ch'an, que surgiu na China por volta do século VII. O Zen costuma ser associado ao Budismo do ramo mahayana. Foi cultivado, inicialmente, na China onde recebeu influências taoistas e posteriormente migrou para o Japão, Vietnã e Coreia. A prática básica do zen japonês é o zazen (literalmente, "meditar sentado"), tipo de meditação contemplativa que visa a levar o praticante à "experiência direta da realidade" através da observação da própria mente.
Tal como o conhecemos hoje, ele só foi possível devido à forte influência que o Budismo na China sofreu do taoismo. Para alguns estudiosos, o zen é uma síntese dessas duas correntes de pensamento (Budismo e Taoísmo).
O Zen enfatiza autocontrole rigoroso, a prática da meditação, a percepção da natureza da mente (見性, Ch. jiànxìng, Jp. kensho, "perceber a verdadeira natureza") e a natureza das coisas, e a expressão pessoal dessa intuição na vida cotidiana, especialmente para o benefício de outros. Como tal, não enfatiza o mero conhecimento de sutras[9] e doutrina e favorece a compreensão direta através da prática espiritual e da interação com um professor ou mestre realizado.
Os ensinamentos do Zen incluem várias fontes do pensamento Maaiana, sobretudo Iogachara, os sūtras Tathāgatagarbha, o Laṅkāvatāra Sūtra e a escola Huayan, com ênfase na natureza de Buda, na totalidade e no ideal Bodisatva. A literatura prajñāpāramitā, bem como o pensamento madhyamaka, também foram influentes na formação da natureza apofática e às vezes iconoclasta da retórica zen.
No Zen japonês, há duas vertentes principais: soto e rinzai. Enquanto a escola soto dá maior ênfase à meditação silenciosa, a escola rinzai faz amplo uso dos koans, ou "enigmas". Atualmente, o Zen é uma das escolas budistas mais conhecidas e de maior expansão no Ocidente. Popularizadores do Zen incluem Reginald Horace Blyth, D. T. Suzuki, Alan Watts e Philip Kapleau, que publicaram vários livros entre 1950 e 1975, contribuindo ao interesse crescente no Ocidente, bem como a publicidade por parte dos poetas beat.

## Diferenças do nome "zen"

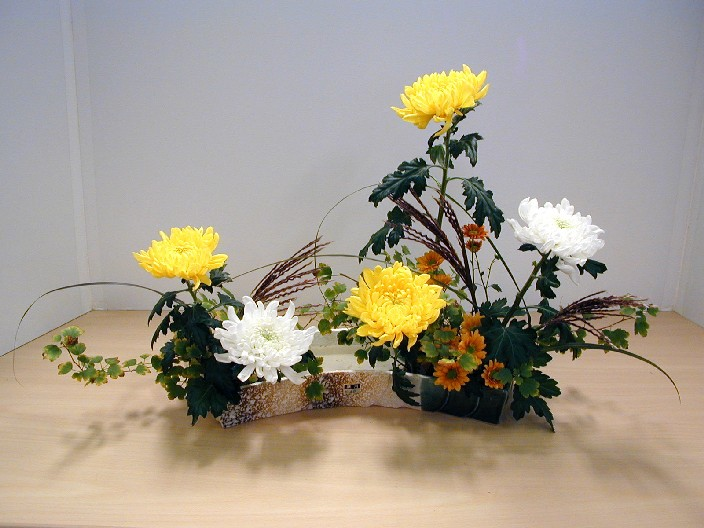
Exemplo de iquebana, tradicional arte japonesa de arranjo floral com forte influência do zen

| Japonês    | Japonês    | Chinês                | Chinês   | Coreano                         | Coreano | Sânscrito   | Sânscrito |
| ---------- | ---------- | --------------------- | -------- | ------------------------------- | ------- | ----------- | --------- |
| Romaji     | Zen        | Mandarim Hanyu Pinyin | Chán     | Romanização revisada do coreano | Seon    | Romanização | Dhyāna    |
| Hiragana   | ぜん       | Mandarim Wade-Giles   | Ch'an    | McCune-Reischauer               | Sŏn     | Devanāgarī  | ध्यान       |
| Kanji      | 禅         | Cantonês Jyutping     | Sim4     | Hangul                          | 선      | Pali        | Pali      |
| Vietnamita | Vietnamita | (Xangai) Língua wu    | Zeu [zø] | Hanja                           | 禪      | Romanização | Jhāna     |
| Quốc ngữ   | Thiền      | Chinês Tradicional    | 禪       |                                 |         | Devanāgarī  | झान        |
| Hán tự     | 禅         | Chinês simplificado   | 禅       | Cingalês                        | ඣාන      |             |           |

## História

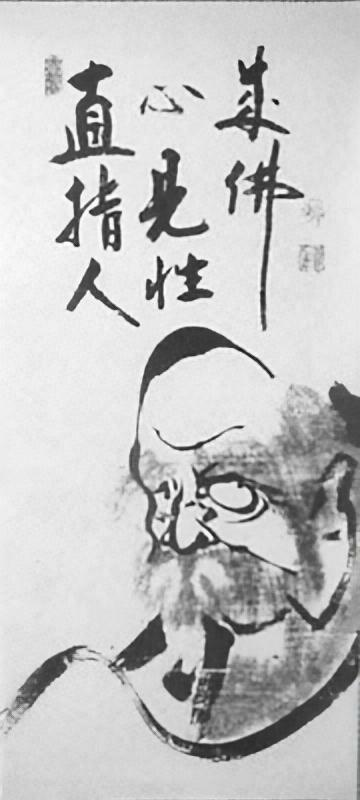
Neste texto em japonês, sobre o desenho de Bodhidharma, lê-se: "O zen aponta diretamente para o coração humano, vê sua natureza e o transforma em buda". Foi feita por Hakuin Ekaku (1685 a 1768).

Como todas as escolas budistas, o zen remete as suas raízes ao budismo indiano. A palavra "zen" vem do termo sânscrito dhyāna, que denota o estado de concentração típico da prática meditativa. Na China, esse termo foi transliterado como channa e logo reduzido à sua forma mais curta, ch'an (禪). Daí, para o coreano como sŏn (선) e, finalmente, para o japonês como zen.
Segundo os relatos tradicionais, o estilo de prática zen foi levado da Índia à China pelo monge indiano Bodhidharma (em japonês, Daruma) por volta do ano 520. Embora a historicidade desse relato tenha sido colocada em dúvida por estudiosos modernos, a história (ou lenda) de Bodhidharma continua sendo a metáfora fundamental do zen sobre o cerne de sua prática.
Segundo conta o "Registro da Transmissão da Lâmpada", um dos mais antigos textos do zen, Bodhidharma chegou à China pelo território da Dinastia Liang e, devido à sua fama de sábio, foi imediatamente convocado à corte do famoso Imperador Wu-ti. O imperador, que havia apoiado enormemente o budismo na China, perguntou a Bodhidharma sobre o mérito que havia ganhado por apoiar o budismo, esperando que esse mérito lhe garantisse uma boa vida em sua encarnação seguinte. Bodhidharma, porém, respondeu: "Nenhum mérito". O imperador, enraivecido, perguntou então: "Quem é esse que está diante de mim?" (em linguagem atual, algo como "Quem você pensa que é?") Bodhidharma respondeu: "Não sei". Aturdido, o imperador concluiu que Bodhidharma devia ser louco e o expulsou da corte. Um dos ministros então perguntou ao imperador: "Vossa Majestade Imperial sabe quem é esta pessoa?" O imperador disse que não sabia. O ministro disse: "Ele é o bodisatva da compaixão, portador do selo do coração de Buda"". Cheio de arrependimento, o imperador quis chamar Bodhidharma de volta, mas o ministro advertiu que ele não voltaria nem mesmo se todos os chineses fossem buscá-lo. Outras pessoas, porém, ficaram intrigadas com sua resposta e o seguiram até a caverna aonde ele havia ido viver. Lá, se tornaram seus discípulos, e descobriram que Bodhidharma era o herdeiro espiritual de Mahakashyapa, um dos grandes discípulos de Buda.
De acordo com os ensinamentos tradicionais, Bodhidharma não sabia responder porque sua verdadeira natureza, assim como a verdadeira natureza de todas as coisas, estava além do conhecimento discursivo, de definições e de palavras. É a esta experiência direta da realidade que aspira o zen.
Mahakashyapa, de quem Bodhidharma era herdeiro espiritual e sucessor, havia tido essa experiência e se iluminado. Segundos os sutras, Mahakashyapa foi o único discípulo de Buda a compreender o seu Discurso do Lótus, em que Buda, sem dizer nada, apenas levantou uma flor. Era a realidade imediata, além das palavras.
Depois de treinar seus discípulos por muitos anos, Bodhidharma morreu, deixando o seu aluno Huike (em japonês, Daiso Eka) como sucessor. Huike foi o segundo patriarca do zen e também deixou uma linha de sucessão da qual pouco se sabe, até chegar a Huineng (em japonês, Daikan Eno, 638-713), o sexto e último patriarca. Huineng, um dos maiores mestres da história do zen, participou de uma famosa disputa quando sucedeu a seu mestre: um grupo de monges recusava-se a aceitá-lo como patriarca, e propunha outro praticante, Shenxiu, em seu lugar. Sob ameaças, Huineng foi obrigado a fugir para um templo no sul da China; no final, apoiado pela maioria dos monges, foi reconhecido como patriarca.
Algumas décadas depois, porém, a contenda foi ressuscitada. Um grupo de monges, dizendo-se sucessor de Shenxiu, enfrentou um outro grupo, a Escola do Sul, que se apresentava como sucessora de Huineng. Depois de debates acalorados, a Escola do Sul acabou prevalecendo e seus rivais desapareceram. Os registros dessa disputa são os mais antigos documentos históricos fiéis sobre a escola zen de que dispomos hoje.
Mais tarde, monges coreanos foram à China para estudar as práticas da escola de Bodhidharma. Quando chegaram, o que encontraram foi uma escola que já havia desenvolvido identidade própria, com fortes influências do taoismo, e que já era conhecida pelo nome chan. Com o tempo, o chan acabou se estabelecendo na Coreia, onde recebeu o nome seon.
Da mesma forma, monges chegavam de outros países da Ásia para estudar o Chan, e a escola foi-se espalhando pelos países vizinhos. No Vietnã, recebeu o nome thien e, no Japão, ficou conhecida como zen. Através da história, essas escolas cresceram de maneira independente, tendo desenvolvido identidades próprias e características bastante diferentes umas das outras.

### Os Seis Patriarcas do Zen na China
- Bodhidharma (बोधिधर्म) (c. 440 - c. 528)
- Huike (慧可) (487 - 593)
- Sengcan (僧燦) (? - 606)
- Daoxin (道信) (580 - 651)
- Hongren (弘忍) (601 - 674)
- Huineng (慧能) (638 - 713)

### O Zen no Japão

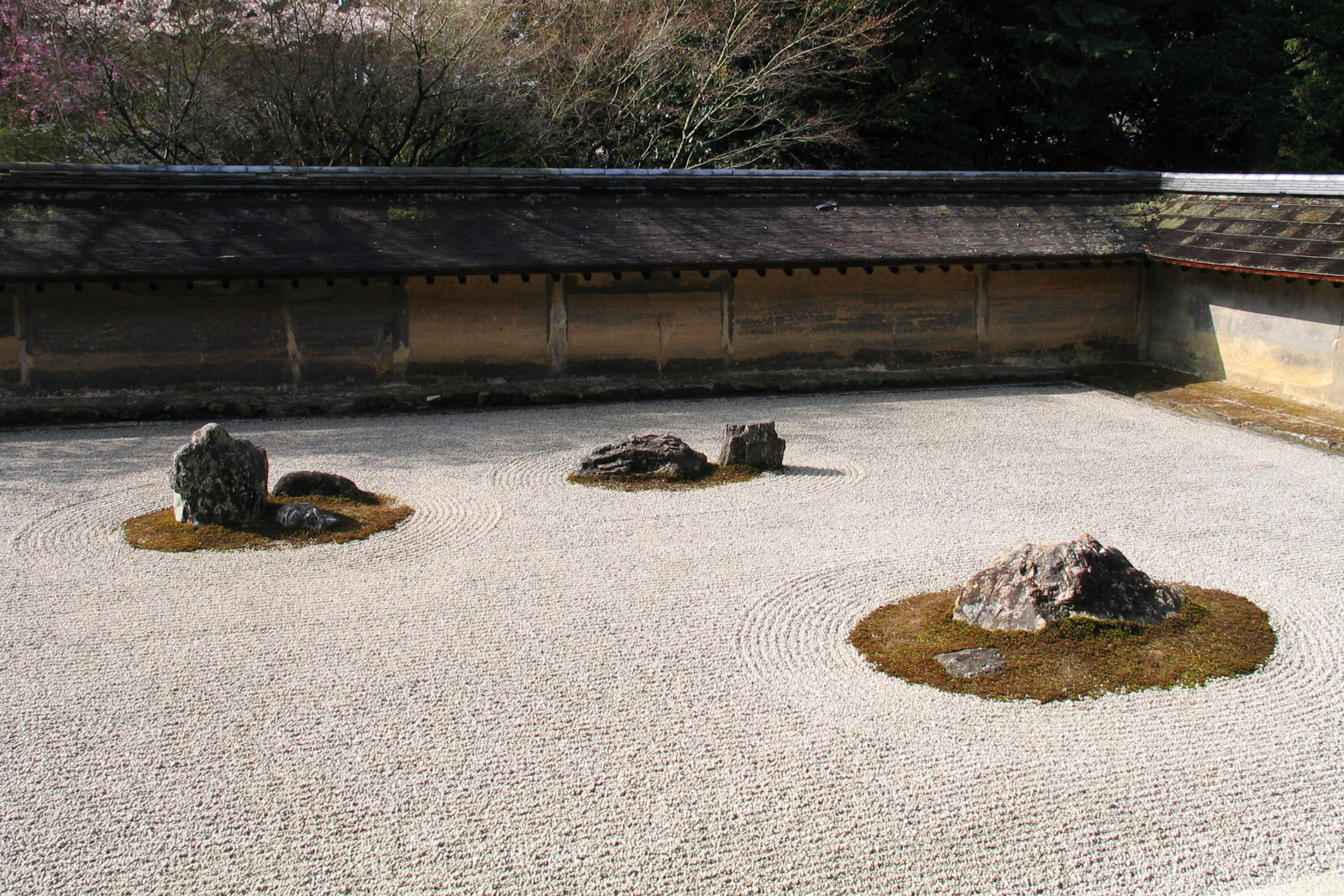
O jardim seco de Ryōan-ji, um templo da escola rinzai em Quioto, no Japão

No Japão, há quatro escolas de zen: a rinzai, a soto, a obaku e a Sanbo Kyodan.
A escola rinzai descende da escola chinesa do mestre Linji Yixuan (em japonês, Rinzai Gigen) e foi levada até ao Japão em 1191 por Myōan Eisai, tendo adotado o nome japonês de seu fundador. A sua prática caracteriza-se por uma busca ativa da iluminação, através de processos árduos como o trabalho com koans e a prática de artes marciais, além de meditação. Com traços mais intelectuais e práticas mais ativas, a escola rinzai foi adotada pelas classes dominantes, como a dos samurais, o que lhe proporcionou influência e prestígio, mas que limitou o seu número de adeptos. A obra "A Mente Liberta", de autoria do monge Takuan Sōhō (1573-1645) da escola rinzai, é um dos primeiros registros de fusão entre o zen e a arte da espada.
A escola soto descende da escola chinesa caodong, que foi levada ao Japão no século XIII pelo célebre mestre Eihei Dogen Zenji (1200-1253). A sua prática fundamental é a Shikantaza ("apenas sentar-se"), um tipo simples de meditação cuja prática é identificada com a própria iluminação. A sua simplicidade atraiu os governadores rurais e a classe camponesa, proporcionando à escola um grande número de adeptos. Atualmente, é a maior escola de zen tanto no Japão quanto no Ocidente. Em tempos recentes, a soto exerceu papel de destaque no estabelecimento do zen no Ocidente, enviando mestres como o pioneiro Shunryu Suzuki para fundar mosteiros e centros de prática. No Brasil, todos os senseis (professores de zen que receberam a transmissão do Dharma) em atividade são da escola soto.
A obaku foi fundada no Japão em 1661 pelo monge chinês Yinyuan Longgi (em japonês, Ingen Ryuki, 1592-1673), que havia sido treinado na escola de Linji Yixuan.
Finalmente, a Sanbo Kyodan ("Escola dos Três Tesouros") é a escola de zen mais recente do Japão. Foi fundada em 1954 por Yasutani Hakuun, discípulo e sucessor de Harada Daiun. Ambos foram treinados e receberam a transmissão do Dharma na escola soto, e Harada também completou o treinamento de koans da escola rinzai. Ainda assim, sentiam-se insatisfeitos com a prática de zen disponível no Japão. Deste modo, a Sanbo Kyodan foi fundada para ser uma escola que congregasse tantos as práticas da soto quanto as da rinzai, e se focasse em atingir o satori. Aceitando na prática que tanto monges quanto leigos podem atingir a iluminação, ambos tinham tratamento igualitário, podendo inclusive receber a transmissão do Dharma e ocupar cargos de liderança na hierarquia da escola. Além disso, movidos pelo espírito libertário do Japão pós-Segunda Guerra Mundial, a Sanbo Kyodan recebeu e treinou ocidentais, tanto zen-budistas quanto de qualquer outra religião. Por isso, apesar de ser uma escola pequena no Japão, a Sanbo Kyodan exerceu grande influência no zen praticado no Ocidente—mestres como Robert Aitken, Philip Kapleau e o padre Hugo Enomiya-Lassalle foram formados lá.
Alguns mestres contemporâneos, como Shunryu Suzuki e Harada Daiun, já criticaram muito o zen no Japão atual, descrevendo-o como um sistema formalizado de rituais vazios, em que poucos praticantes realmente atingem a iluminação, com templos comparáveis a negócios familiares, passados de pai para filho (pois os monges podem casar-se), onde os monges se limitam a oficiar funerais e casamentos, pelos quais cobram pequenas fortunas.

## Budismo e Zen
O zen é um ramo da tradição budista mahayana e baseia-se fundamentalmente nos ensinamentos de Siddhartha Gautama, o Buda histórico e fundador do budismo. No entanto, através de sua história, o zen também foi recebendo influências das diversas culturas dos países por onde passou.
O seu período de formação na China, em particular, determinou muito de sua identidade. Ensinamentos e práticas taoistas exerceram grande influência no chan chinês. Conceitos como o wu wei, a natureza fluida da realidade e a "pedra não entalhada" ainda podem ser identificados no zen japonês e nas escolas correlatas. Mesmo a tradição zen de "mestres loucos" é claramente uma continuação da tradição dos mestres taoistas. Outra influência, embora menor, veio do confucionismo e a isso soma-se, ainda, a influência que o zen recebeu do xintoísmo ao chegar no Japão.
Tais peculiaridades já levaram alguns estudiosos a considerar o zen como uma escola "independente", fora da tradição mahayana — ou até mesmo fora do budismo. Essas posições, no entanto, são minoritárias: a vasta maioria dos estudiosos considera o zen uma escola budista, inserida na tradição mahayana.
Todas as escolas de zen são versadas em filosofia e doutrina budistas, incluindo as Quatro Nobres Verdades, o Nobre Caminho Óctuplo e as Paramitas. No entanto, a ênfase do zen em experimentar a realidade diretamente, além de ideias e palavras, o mantém sempre nos limites da tradição.
Essa abertura permitiu (e permite) que não budistas praticassem o zen, como o padre jesuíta Hugo Enomiya-Lassalle, que chegou a receber a transmissão do Dharma, e muitos outros. Existe até mesmo uma corrente de "zen cristão", assim como outras que se denominam "não sectárias".

## Práticas e ensinamentos do zen

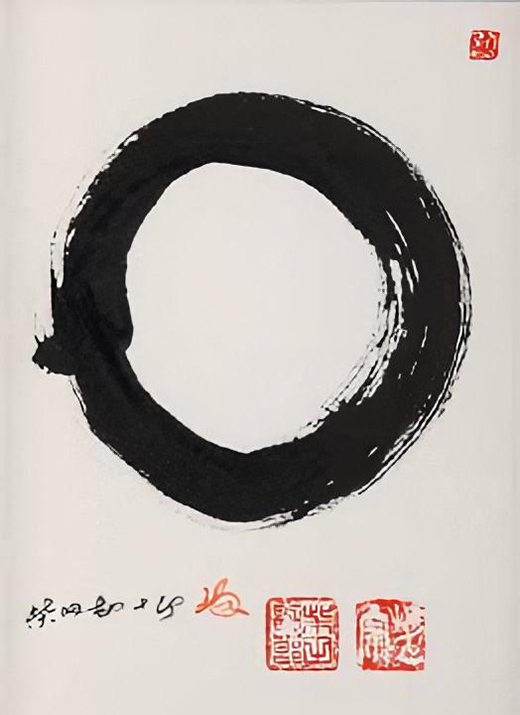
Enso - Caligrafia de Kanjuro Shibata XX, ca. 2000

De um modo geral, os ensinamentos do zen criticam o estudo de textos e o desejo por realizações mundanas, recomendando, antes, a dedicação à meditação (zazen) como forma de experimentar a mente e a realidade de maneira direta. No entanto, o zen não chega a ser uma doutrina quietista - o mestre chan chinês Baizhang (em japonês, Hyakujo, 720-814), por exemplo, dedicava-se ao trabalho braçal em seu monastério. Ele tinha, por lema, um ditado que ficou famoso entre os praticantes de zen: "Um dia sem trabalho é um dia sem comida."
De fato, o zen tem uma longa tradição de trabalho meditativo, desde atividades braçais até atividades mais refinadas, como caligrafia, iquebana e a famosa cerimónia do chá - além das artes marciais, às quais o zen sempre esteve ligado.
Essas práticas estão bem fundamentadas nas escrituras budistas, principalmente nos sutras Mahayana compostos na Índia e na China, em particular o Sutra da Plataforma de Huineng, o Sutra do Coração, o Sutra do Diamante, o Lankavatara Sutra e o Samantamukha Parivarta, um capítulo do Sutra do Lótus. A grande influência do Lankavatara Sutra, em particular, levou à formação da filosofia "apenas mente" do zen, na qual a consciência em si mesma é a única realidade.
O zen não é um estilo de prática intelectual ou solitário. Templos e centros de prática congregam sempre um grupo de praticantes (uma sangha), e conduzem atividades diárias e retiros mensais (sesshins). Além disso, o zen é tido como um "estilo de vida" e não apenas como um conjunto de práticas ou um estado de consciência.

### Zazen
Para o zen, experimentar a realidade diretamente é experimentar o nirvana. Para experimentar a realidade diretamente, é preciso desapegar-se de palavras, conceitos e discursos. Para se desapegar disso, é preciso meditar. Por isso, o zazen ("meditação sentada") é a prática fundamental do zen. Ao meditar, o praticante senta-se sobre uma pequena almofada redonda (o zafu) e assume a postura de lótus, a postura de meio lótus, a postura burmanesa ou a postura de seiza. Unindo as mãos um pouco abaixo do umbigo (fazendo o mudra cósmico), ele semicerra suas pálpebras, pousando a vista cerca de um metro à sua frente. Na escola rinzai, os praticantes sentam-se virados para o centro da sala. Na escola soto, sentam-se virados para a parede.
Então o praticante "segue a sua respiração", contando cada ciclo de inspiração e expiração, até chegar a dez. Então o ciclo recomeça. Enquanto isso, a sua única tarefa é manter uma mente relaxada, aberta, concentrada, mas sem tensão, e estar presente no "agora" do momento, sem se deixar levar por pensamentos ou ruminações. Quando isso acontece, ele volta a concentrar-se na contagem. Os praticantes mais experientes, cujo poder de concentração (samadhi) é maior, podem abster-se de contar ou seguir sua respiração. Fazendo assim, eles estarão praticando o tipo de zazen chamado shikantaza, "apenas sentar-se".
A duração de um período de meditação varia de acordo com a escola. Embora o período tradicional de meditação seja o tempo que uma vareta de incenso leva para queimar (de 35 a 40 minutos), escolas como a Sanbo Kyodan recomendam a seus alunos que não meditem por mais de 25 minutos de cada vez, pois a meditação pode tornar-se inerte. Na maioria das escolas, porém, os monges rotineiramente meditam entre quatro e seis períodos de 30-40 minutos, todos os dias. Quanto a leigos, o mestre Dogen dizia que cinco minutos diários já eram benéficos—o que importa é a constância.
Durante os retiros (sesshins) mensais, porém, as atividades são intensificadas. Com duração de um, três, cinco ou sete dias, a rotina dos retiros prevê de nove a 12 períodos de 30-40 minutos por dia, ou até mais. Entre cada período de zazen, os praticantes "descansam" fazendo kinhin (meditação andando).

### O professor
Como o zen dá relativamente pouca importância à palavra escrita, o papel do professor é muito importante para o treinamento do praticante. De um modo geral, um professor de zen é uma pessoa ordenada em qualquer escola que tenha recebido permissão para ensinar o Dharma a outros. Uma parte central de toda a tradição zen é a noção de transmissão do Dharma, ou seja, a ideia de que há uma linhagem ininterrupta de mestres que, a partir de Buda, transmitiram e receberam os ensinamentos e atingiram pelo menos algum grau de realização. Essa noção se originou da famosa descrição do zen feita por Bodhidharma:

Uma transmissão especial, fora das escrituras;
Sem depender de palavras ou letras;
Apontando diretamente à mente humana;
Contemplando a sua própria natureza e atingindo o estado de Buda.

Quando um professor é reconhecido oficialmente como tendo atingido um certo grau de realização e é admitido à linhagem de mestres, diz-se que ele "recebeu a transmissão do Dharma". Desde pelo menos a Idade Média, essa transmissão, "de mente a mente", "de mestre a discípulo", tem tido um papel fundamental em todas as escolas de zen. Durante a cerimônia de transmissão, o novo professor é presenteado com uma carta genealógica que mapeia toda a linhagem, de Buda até ele próprio.
Títulos honoríficos ligados a professores que receberam a transmissão do Dharma incluem: na China, Fashi e Chanshi; na Coreia, Sunim e Seon Sa; no Vietnã, Thay; e, no Japão, Osho ("sacerdote"), Sensei ("professor") e Roshi ("professor mais velho"). De um modo geral, fala-se em um "mestre Zen" apenas em referência a professores de renome, especialmente os medievais ou os antigos.

### A iluminação

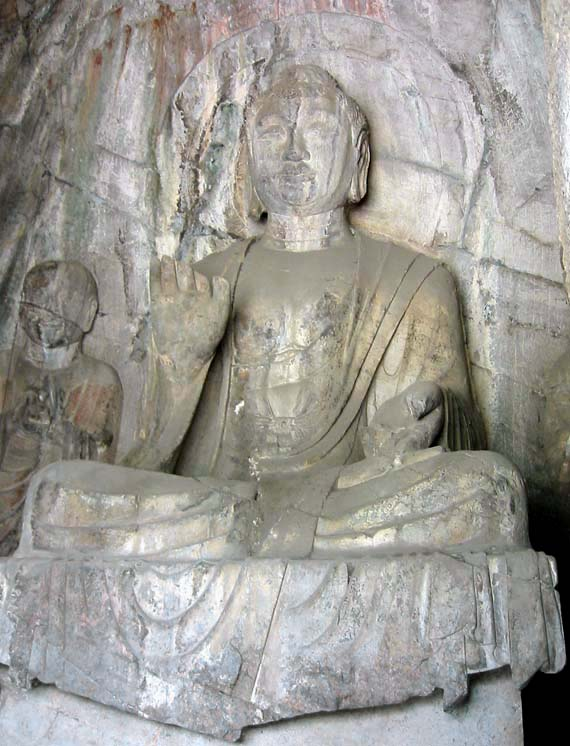
Escultura do Buda Amitabha da Dinastia Tang, nas Grutas Longmen, na República Popular da China

No zen, a iluminação é geralmente chamada de satori ou kensho. O kensho é o primeiro vislumbre, por assim dizer, da verdadeira natureza da realidade e de si mesmo, é mais breve e pouco profundo. O satori, por sua vez, é uma experiência mais profunda e duradoura, em que o praticante tem uma experiência intensa da Natureza de Buda e vê sua "face original".
Não se trata, porém, de uma experiência visionária. Embora algumas pessoas suponham que a experiência de iluminação deva levar quem a experimente a universos de luz intensa, ou coisa que o valha, o depoimento dos mestres zen contradiz essa hipótese. Perguntado sobre como a sua vida era antes e como ficou depois do satori, um mestre zen moderno respondeu: "Agora meu jardim parece mais colorido."
Na iluminação, o praticante não é arrebatado a nenhum outro lugar.
Outra suposição comum é que, sendo iluminado, o fluxo de pensamentos pára e o praticante fica como um espelho polido, refletindo a pura realidade, sem pensamentos que o atrapalhem. Pelo contrário, os pensamentos não param—o que ocorre é que o praticante abre mão deles, deixa-os passar, se esquece deles, e se esquece de si mesmo.
Quando o quinto patriarca, Hongren (em japonês, Daiman Konin, 601-647), decidiu escolher quem o sucederia, propôs a seus discípulos que tentassem captar a essência do zen em um poema; o autor do melhor poema seria seu sucessor. Quando receberam a notícia, os monges já sabiam quem seria o vencedor: Shenxiu, o aluno mais antigo de Hongren. Ninguém se deu ao trabalho de competir com ele. Apenas esperaram, e Shexiu escreveu seu poema e o pendurou na parede:
"Este corpo é a árvore de Bodhi.
A alma é como um espelho brilhante.

Toma cuidado para que sempre esteja limpo,

não deixando o pó se acumular sobre ele". 
Todos os monges gostaram. Com certeza, Hongren também iria gostar. Entretanto, no dia seguinte, havia outro poema pendurado ao lado, que alguém havia pregado durante a noite:
"Bodhi não é como uma árvore.
O espelho brilhante não brilha em parte alguma:

Se nada há desde o princípio,

Onde se acumula o pó?"
Os monges ficaram assombrados. Quem teria escrito aquilo? Depois de algum tempo, descobriram: o autor do poema era Huineng, o cozinheiro do monastério. E, percebendo a sua origem, foi a ele que Hongren estendeu seu manto e sua tigela, fazendo de Huineng o sexto patriarca.

### Ensinamentos radicais
Algumas das histórias tradicionais do zen descrevem mestres usando estranhos métodos de ensino, e muitos praticantes de hoje tendem a interpretar essas histórias de maneira excessivamente literal. Por exemplo, muitos ficam indignados quando ouvem histórias como a do mestre Linji, fundador da escola rinzai, que disse: "Se você encontrar o Buda, mate o Buda. Se você encontrar um patriarca, mate o patriarca." Um mestre contemporâneo, Seung Sahn, também ensina a seus alunos que todos precisamos matar três coisas: matar nossos pais, matar o Buda e matar nosso professor (no caso, o próprio Seung Shan). No entanto, é claro que nem Linji nem Seung Sahn estavam falando de maneira literal. O que eles queriam dizer era que precisamos "matar" nosso apego a professores e coisas externas. Quando visitam templos ou centros de prática zen, os iniciantes que leram muitas dessas histórias e esperam encontrar professores iconoclastas normalmente surpreendem-se com a natureza conservadora e formal das práticas.

## O zen e outras religiões
Desde meados do século XX, o zen tem-se aberto ao diálogo inter-religioso, tendo figurado em inúmeros encontros e conferências ao redor do mundo. Talvez a figura mais representativa do zen nesse diálogo seja o monge vietnamita Thich Nhat Hanh, indicado ao Prêmio Nobel da Paz em 1967, que se tem dedicando ao diálogo inter-religioso há décadas e que mantém, em seu altar, imagens tanto de Buda quanto de Jesus.
Em templos e centros de prática zen ao redor do mundo, é comum que muitas pessoas não budistas frequentem as atividades e pratiquem zazen. Essa prática é geralmente bem aceita pelos professores, já que o budismo é uma religião de tolerância que vê as outras religiões como caminhos espirituais válidos e que está aberta a quem quiser apenas meditar, sem qualquer filiação religiosa.
Em algumas escolas, como a Sanbo Kyodan, a aceitação de praticantes de outras religiões é tão grande que, sem ter de abandonar a sua religião, um praticante pode receber a transmissão do Dharma e tornar-se professor.

## Textos Zen
Existem várias lendas dentro da tradição zen, transmitidas e renovadas pela tradição oral e parte dos folclores chinês e japonês, que se entrelaçam com a história. Narrativas da tradição oral, muitas das quais compiladas em antologias literárias, podem ser, de acordo com diferentes visões de teóricos, consideradas lendas, folclore, mitologia ou literatura propriamente dita.
Ao tratar das narrativas setsuwa説話 no Japão, narrativas breves, contadas "de um fôlego só", compiladas na antologia literária Konjaku Monogatarishu今昔物語集 , ou Antologia de Narrativas de Hoje e de Ontem, do período Heian 平安時代(794-1192), Yoshida considera que tais narrativas são "transmitidas como reais ou supostamente reais, frutos, portanto, de uma criação coletiva anônima e reunidas numa coletânea de narrativas setsuwa (説話) por um compilador". A antologia contém histórias referentes à China, Índia e Japão, algumas das quais associadas ao budismo.

### O Sermão da Flor
As origens do zen são apontadas para o Sermão da Flor, cuja fonte mais antiga vem do século XIV. Gautama Buddha juntou seus discípulos para um discurso do Dharma. Quando eles se juntaram, o Buda permaneceu completamente silencioso e alguns acharam que ele estava cansado ou doente. Silenciosamente, o Buda levantou uma flor e vários discípulos tentaram interpretar o que isso significava, por algum tempo esse ato ficou sem interpretação. No entanto um dos discípulos, Mahakashyapa (em sânscrito, Mahākāśyapa), também silenciosamente, olhou para a flor e obteve um entendimento especial, para além das palavras, ou prajna (do sânscrito prajñā, "sabedoria"), diretamente da mente do Buda. Mahakashyapa de alguma forma compreendeu o verdadeiro sentido inexprimível da flor e o Buda sorriu para ele, reconhecendo o seu entendimento e dizendo:

Eu possuo o verdadeiro olho do darma, a mente maravilhosa do nirvana, a forma verdadeira do informe, o portal sutil do Dharma que não depende de palavras ou escritos, mas é uma transmissão especial fora das escrituras. Isto eu passo a Mahakashyapa.

Mahakashyapa é, por este dom raro de compreensão, considerado o primeiro patriarca pelo Zen chinês, ou (Ch'an).
Desta forma, através do zen, desenvolveu-se um caminho que se concentrou na experiência direta mais do que em crenças racionais ou escrituras reveladas. A sabedoria era passada, não por meio de palavras, mas através da linhagem da transmissão direta, de mente a mente, do pensamento de um mestre a um discípulo. Comumente, acredita-se que esta linhagem continuou ininterrupta, desde o tempo do Buda até os dias de hoje. Historicamente, esta crença é discutível, devido à falta de evidência que dê suporte a ela. De acordo com D. T. Suzuki, a ideia de uma linha de descendência a partir de Sidarta Gautama é uma instituição distintiva do zen. Ele acredita que foi inventada por estudiosos, através da hagiografia, para dar legitimidade e prestígio ao zen.

### Parábola de Buda
Ao atravessar um campo, um homem encontrou um tigre. Fugiu a sete pés, com o tigre atrás dele. À sua frente, encontrou um precipício em que acabou por cair. Mas conseguiu agarrar-se à raiz de uma velha videira e ali ficou pendurado, com o tigre a cheirá-lo. Tremendo de medo, olhou para baixo e viu outro tigre, lá longe embaixo,
que o esperava, cheio de apetite. A sua vida estava completamente dependente da videira. Mas apareceram dois ratos, um branco e outro preto, os quais, pouco a pouco, começaram a roer a raiz da videira. Foi só nesse momento que se apercebeu que, mesmo ao pé da raiz, crescia um morango apetitoso. Agarrando-se à videira com uma mão, colheu o morango com a outra. Foi o melhor morango que alguma vez comeu!

### Temperamento
Um estudante de Zen foi ter com Bankei e queixou-se:
- Mestre, tenho um temperamento ingovernável. Como posso curá-lo?
- Tens uma coisa muito estranha, replicou Bankei. Mostra-me lá então isso que tens.
- Neste preciso momento, não lhe posso mostrar, respondeu o outro. Acontece inesperadamente!..., respondeu o estudante.
- Então, concluiu Bankei, não deve ser a tua verdadeira natureza. Se fosse, podias mostrar-me em qualquer altura. Quando nasceste, não o tinhas e não foram os teus pais que to deram. Pensa nisso.

### A estrada enlameada
Tanzan e Ekido caminhavam juntos numa estrada enlameada. Caía ainda uma chuva forte. Junto a um cruzamento da estrada, encontraram uma moça bela, que não conseguia atravessar, porque não queria sujar o kimono de seda que trazia.
- Anda moça, disse Tanzan imediatamente. E, carregando-a nos seus braços, atravessou-a para o outro lado da zona mais enlameada.
A partir daí, Ekido ficou calado todo o caminho que percorreram até à noite. Ao chegarem ao templo onde ficariam a pernoitar, Ekido não conseguiu conter-se e disse a Tanzan:
- Nós, os monges, não nos aproximamos de mulheres. Especialmente se são jovens e bonitas. É perigoso. Por que fizeste aquilo?
- Eu deixei a moça lá atrás - disse Tanzan. Tu ainda estás a carregá-la?

### Tudo é melhor
Quando Banzan passeava num mercado, ouviu uma conversa entre um carniceiro e um cliente.
- Dê-me o melhor bocado de carne que tem, disse o cliente.
- Na minha loja, tudo é o melhor, respondeu o carniceiro. Não encontrará aqui nenhum bocado de carne que não seja o melhor!
Ao ouvir estas palavras, Banzan tornou-se um iluminado.

### O meu coração arde como fogo
Soyen Shaku (1859-1919), um roshi, mestre do zen-budismo japonês, (ch. laoshi) da escola rinzai, disse, um dia: "O meu coração arde como fogo. Mas os meus olhos são frios como cinzas mortas". Ele propôs as seguintes regras de vida:
De manhã, antes de vestir-se, acenda incenso e medite.
Coma a intervalos regulares e deite-se a uma hora regular. Coma sempre com moderação e nunca até ficar plenamente satisfeito.
Receba as suas visitas com a mesma atitude que tem quando está só. Quando só, mantenha a mesma atitude que tem quando recebe visitas.
Preste atenção ao que diz e, o que quer que diga, pratique-o.
Quando uma oportunidade chegar, não a deixe passar, mas pense sempre duas vezes antes de agir.
Não se deixe perturbar pelo passado. Olhe para o futuro.
A sua atitude deve ser a de um herói sem medo, mas o coração deve ser como o de uma criança, cheio de amor.
Ao retirar-se, ao fim do dia, durma como se tivesse entrado no seu último sono. 
Ao acordar, deixe a cama para trás, instantaneamente, como se tivesse deixado fora um par de sapatos velhos.